# Mirela Corjeuțanu
Mirela Corjeutanu est une joueuse roumaine de volley-ball née le 6 juillet 1977 à Baia Mare. Elle mesure 1,92 m et joue au poste de réceptionneuse-attaquante. Elle totalise 111 sélections en équipe de Roumanie.

## Clubs
| Club                      | De        | À         |
| ------------------------- | --------- | --------- |
| Rapid Bucarest            | 1994-1995 | 2000-2001 |
| Futura Busto Arsizio      | 2001-2002 | 2002-2003 |
| CV Benidorm               | 2003-2004 | 2003-2004 |
| Sassuolo Volley           | 2004-2005 | 2004-2005 |
| VC Padoue                 | 2005-2006 | 2005-2006 |
| Virtus Rome               | 2006-2007 | 2006-2007 |
| Volleyball Santa Croce    | 2008-2008 | 2008-2008 |
| Dynamo-Yantar Kaliningrad | 2008-2009 | 2008-2009 |
| Aprilia Volley            | 2009-2010 | 2009-2010 |
| RDM Pomezia Roma          | 2010-2011 | 2010-2011 |
| Volleyball Santa Croce    | 2011-2012 | 2011-2012 |
| Dinamo Bucarest           | 2012-2013 | 2015-2016 |

## Palmarès
- Championnat de Roumanie
  - Vainqueur : 1995, 1996, 1999, 2000, 2001.
  - Finaliste : 2013, 2014.
- Coupe de Roumanie
  - Finaliste : 2013, 2014, 2015.